# Barnolt
Paul Fleuret, con nombre artístico Barnolt, (París, 14 de junio de 1839-Bois-Colombes, 15 de junio de 1900) fue un tenor de ópera francés asociado con la Opéra-Comique de París.

## Biografía
Después de un año de estudio en el Conservatorio de París, donde entre sus profesores se encontraba Charles Bataille, hizo su debut en el Folies-Marigny y más apariciones en las Fantaisies-Parisiennes (1866), donde comenzó a interpretar papeles en el repertorio de Antoine Trial.
Barnolt hizo su debut en la Opéra-Comique el 23 de julio de 1870 como Dandolo en Zampa y se convirtió en uno de los «servidores más útiles y fieles de la Opéra-Comique». Interpretó a Remendado en el estreno de Carmen y volvió a cantar este papel en las reposiciones de la Opéra-Comique de 1883, 1891 y 1898. Estaba en el escenario cantando Fréderic en Mignon la noche del fuego en la Salle Favart el 25 de mayo de 1887.
En la Opéra-Comique también interpretó los papeles de Ali-bajou (El caíd), Lilas Pastia (Carmen), Dickson (La dama blanca), Bertrand (Le Déserteur), Thibaut (Les dragons de Villars), Beppo (Fra Diavolo), Guillaume (Richard Cœur-de-Lion), Scapin (La serva padrona), y Mouck (La statue).
Sus últimas actuaciones registradas son en 1900, el año de su muerte. Falleció el 15 de junio de ese mismo año en Bois-Colombes, a los 61 años.

## Personajes estrenados
Entre treinta estrenos de la Opéra-Comique estaban:
- Pacôme en Le roi l'a dit, 1873
- Remendado en Carmen, 1875
- Ridendo en Les Noces de Fernande, 1878
- Séraphin en Le Pain bis, 1879
- Desfonandrès/1st médecin L’amour médecin, 1880
- Trivelin Joli Gilles, 1884
- Basile Le roi malgré lui, 1887
- Gil Proserpine, 1887
- Guillaume La Basoche, 1890
- Cynalopex Phryné, 1893[3]

Barnolt también cantó en los estrenos en París de Werther (Schmidt) en 1893, Falstaff (Bardolphe) en 1894 y La bohème (Parpignol) en 1898.